# Música de Nauru
A música de Nauru demonstra a sua herança Micronésia. Sua música foram registradas e documentadas, parcialmente, como resultado da proibição de danças tradicionais pelas autoridades coloniais alemãs após a anexação pela Alemanha, em 1888.
O hino nacional de Nauru chama-se "Nauru Bwiema" ("Canção de Nauru"). Margaret Hendrie escreveu a letra e Laurence Henry Hicks compôs a música. A nação adotou o hino em 1968.
Baron Waqa, que também serviu como ministro do governo, é reconhecido por sua atividade de composição musical. É um dos poucos compositores ativos de Nauru).